# Vinogràdne
Vinogràdne (en (ucraïnès): Виноградне) és un poble de la República Autònoma de Crimea a Ucraïna, que el 2014 tenia 274 habitants. Pertany al districte rural d'Aluixta.